# Narożnik (Beskid Mały)
Narożnik (511 m) – szczyt w północnej części Beskidu Andrychowskiego (Beskid Mały). Znajduje się w bocznym, północno-zachodnim grzbiecie Gronia Jana Pawła II. Południowo-zachodnie stoki Narożnika opadają do doliny dopływu Rzyczanki, wschodnie do miejscowości Kaczyna, północne – ku Przełęczy Kaczyńskiej, zaś południowe – ku przełęczy Sosina.
Narożnik znajduje się w granicach wsi Zagórnik w województwie małopolskim, w powiecie wadowickim, w gminie Andrychów. Jest porośnięty lasem, ale w jego północno-zachodnie stoki dość wysoko wcinają się pola uprawne wsi Zagórnik. Wschodnimi stokami, omijając wierzchołek, prowadzi szlak turystyczny.
Szlaki turystyczne
 Andrychów – Pańska Góra – Czuby – Przełęcz Biadasowska – Wapienica – Przykraźń – skrzyżowanie Panienka – Susfatowa Góra – Przełęcz Kaczyńska – Narożnik – przełęcz Sosina – Czuba – Gancarz – Czoło – Przełęcz pod Gancarzem – Groń Jana Pawła II